# Bryaninops yongei
Gobie nain des Antipathaires
Espèce
Synonymes
- Bryaninops youngei (Davis & Cohen, 1969)[2]
- Cottogobius yongei Davis & Cohen, 1969[2]
- Tenacigobius yongei (Davis & Cohen, 1969)[2]

Bryaninops yongei, communément nommé Gobie nain des antipathaires[réf. nécessaire], est une espèce de poissons marins benthiques de la famille des Gobiidae.

## Systématique
L'espèce Bryaninops yongei a été initialement décrite en 1969 par les ichtyologistes William P. Davis (d) et Daniel Morris Cohen (d) (1930-2017) sous le protonyme de Cottogobius yongei,.

## Description

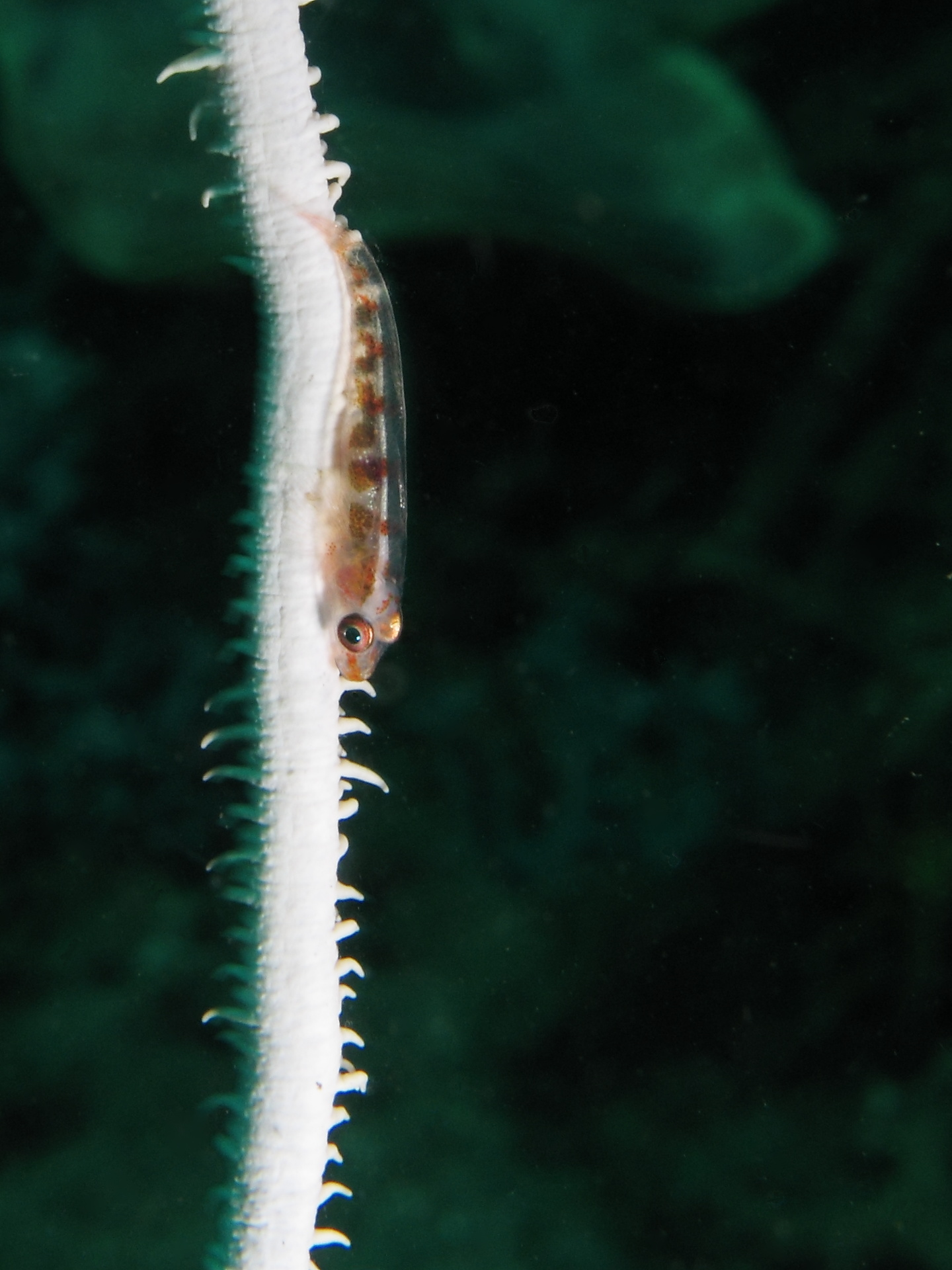
Bryaninops yongei à Sumbawa (Indonésie).

Bryaninops yongei peut mesurer jusqu'à 3,5 cm de long.

## Répartition, habitat
Bryaninops yongei fréquente les eaux tropicales et subtropicales de l'Océan Indien, mer Rouge incluse, aux îles océaniques du centre de l'Océan Pacifique. 
Il vit souvent en couple et plus particulièrement en association avec le corail fouet (Cirrhipathes anguina) de la famille des Antipatharia, couramment vu entre 3 et 45 m de profondeur.
Il a une activité diurne.

## Étymologie
Son épithète spécifique, yongei, lui a été donnée en l'honneur de Maurice Yonge (1899-1986) qui accompagnait les auteurs et qui a collecté le spécimen type.

## Publication originale
- (en) William P. Davis et Daniel M. Cohen, « A gobiid fish and a palaemonid shrimp living on an antipatharian sea whip in the tropical Pacific », Bulletin of Marine Science, École Rosenstiel des sciences marines et atmosphériques (d), vol. 18, no 4,‎ 7 janvier 1969, p. 749-761 (ISSN 1553-6955 et 0007-4977, OCLC 297220873, lire en ligne).